# Jack Rootkin-Gray
Jack Rootkin-Gray (Londen, 5 november 2002) is een Brits wielrenner die in 2024 prof werd bij EF Education-EasyPost.

## Carrière
Als eerstejaars junior won Rootkin-Gray het jongerenklassement in de Sint-Martinusprijs, nadat hij met zijn ploeggenoten de openingsploegentijdrit al had gewonnen. Het jaar erna werd hij, achter Cian Uijtdebroeks en Pepijn Reinderink, derde in de juniorenversie van Kuurne-Brussel-Kuurne.
In 2022, als tweedejaars belofte, behaalde Rootkin-Gray meerdere overwinningen en ereplaatsen in met name de Britse en Belgische amateurcircuits. Daarnaast werd hij zesde in het eindklassement van de Kreiz Breizh Elites en nam hij, als stagiair bij Saint Piran, deel aan de Ronde van Groot-Brittannië. Het jaar erop won hij de Ringerike GP en een etappe in de Vredeskoers voor beloften. Op het wereldkampioenschap werd hij vijfde in de wegwedstrijd voor beloften.
In 2024 werd Rootkin-Gray prof bij EF Education-EasyPost. Zijn debuut in de World Tour maakte hij in januari in de Tour Down Under.

## Overwinningen
2019
1e etappe Sint-Martinusprijs (ploegentijdrit)
Jongerenklassement Sint-Martinusprijs
2022
GP Dr. Eugeen Roggeman – Stekene
2023
Ringerike GP
3e etappe Vredeskoers, Beloften

### Resultaten in voornaamste wedstrijden
|      | \| Jaar \| Gent-Wevelgem \| Parijs-Roubaix \| \| ---- \| ------------- \| -------------- \| \| 2024 \| opgave \| \| \| 2025 \| opgave \| 107e \| |                |
| Jaar | Gent-Wevelgem | Parijs-Roubaix |
| 2024 | opgave |                |
| 2025 | opgave | 107e           |

### Resultaten in kleinere rondes
| Jaar | Tour Down Under | Ronde van de VAE | Ronde van Polen | Benelux Tour | Ronde van Guangxi |
| ---- | --------------- | ---------------- | --------------- | ------------ | ----------------- |
| 2024 | 104e            | 106e             | 108e            | opgave       | opgave            |
| 2025 |                 | opgave           |                 |              |                   |

(*) tussen haakjes aantal individuele etappeoverwinningen

## Ploegen
- 2022 –  Saint Piran (stagiair vanaf 1 augustus)
- 2023 –  Saint Piran
- 2024 –  EF Education-EasyPost
- 2025 –  EF Education-EasyPost

Amador · Beloki · Bettiol(tot 14/8) · Bissegger · Carapaz · Carr · Carthy · Cepeda · Chaves · Costa · de Bod · Doull · Healy · Honoré · Nerurkar · Piccolo(tot 21/6) · Powless · Quinn · Rafferty · Rootkin-Gray · Rutsch · Ryan · Shaw · Steinhauser · Sweeny · Todome · Urán · Valgren · van den Berg · van der Lee · Hlady (stagiair) · Lovidius (stagiair)